# LHS 3003
LHS 3003 (schijnbare magnitude 17,1) is een rode dwerg met een spectraalklasse van M7.0Ve in het sterrenbeeld Waterslang. De ster bevindt zich 23,0 lichtjaar van de zon.